# 駆け足の人生 (曲)
「駆け足の人生」（Life in the Fast Lane）は、イーグルスが1976年に発表した楽曲。

## 解説
アルバム『ホテル・カリフォルニア』に収録され、1977年にシングルカットされた。
バーニー・リードンの脱退に代わって新加入のジョー・ウォルシュによるジェイムス・ギャング風の硬質なリフが特徴的で当時のイーグルスの中では前作の『呪われた夜』から続く、よりハードな曲調になっている。リード・ボーカルはドン・ヘンリー。邦題は比喩的に『駆け足』だが、直訳は「追い越し車線を走る」ような人生と言う意味である。
ビルボードのHot 100の11位を記録した。
1980年11月発売のライブ・アルバム『イーグルス・ライヴ』にライブ・バージョンが収録された。